# Giacomo Crosa

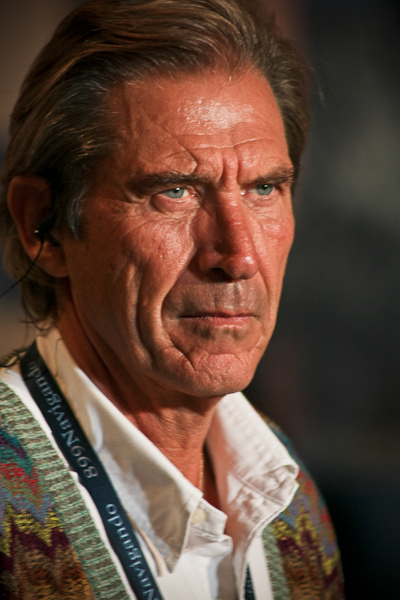
Giacomo Crosa, 2008

Giacomo Crosa (* 11. Januar 1947 in Predosa) ist ein italienischer Journalist und ehemaliger Hochspringer.
1967 wurde er Zehnter bei den Europäischen Hallenspielen in Prag und 1968 Sechster bei den Olympischen Spielen in Mexiko-Stadt mit seiner persönlichen Bestleistung von 2,14 m.
Von 1969 bis 1974 arbeitete er unter anderem als Trainer für den italienischen Leichtathletikverband. In den 1970er Jahren begann er erste Erfahrungen als Fernsehjournalist zu machen. Als Sportjournalist berichtete er bei den Olympischen Sommerspielen von 1976 bis 2012 sowie bei mehreren Olympischen Winterspielen zwischen 1980 und 2006. Außerdem war er als Fernsehberichterstatter bei zahlreichen Leichtathletik-Welt- und Europameisterschaften tätig. Neben der Leichtathletik berichtete er auch von Sportereignissen im Basketball. Für die Nachrichtenredaktion des Radiosenders Rai 2 war er journalistisch auch außerhalb des Sports mit politischen und gesellschaftlichen Themen betraut. Von 2009 bis 2012 war Vizedirektor der zur Mediaset-Gruppe gehörenden Reti Televisive Italiane. Für Mediaset trat er unter anderem als Nachrichtensprecher der Sportnachrichten für die Nachrichtensendungen auf Canale 5, Italia 1 und Rete 4 auf. Seit 2008 ist er Chefredakteur der monatlich erscheinenden Kultur- und Sportzeitschrift TempoSport. Neben seiner journalistischen Tätigkeit ist Crosa auch als Schriftsteller aktiv.
Für seine Arbeit als Sportjournalist wurde er mit mehreren Preisen ausgezeichnet.

## Schriften (Auswahl)
- Lo specchio di Luca, Fazi Editore, Rom 2013, ISBN 978-8864117348